# Diospilus fusciventris
Diospilus fusciventris är en stekelart som beskrevs av Hellen 1958. Diospilus fusciventris ingår i släktet Diospilus och familjen bracksteklar. Inga underarter finns listade i Catalogue of Life.